# Церковь Сан-Видаль
Церковь Сан-Видаль (итал. La chiesa di San Vidal)— римско-католическая церковь в городе Венеция, расположенная в районе Сан-Марко на площади Санто-Стефано, недалеко от моста Академии. В настоящее время в церкви не проводятся богослужения, и здание используется для музыкальных концертов, входя в состав музыкальной ассоциации «Хор Венеции» (Chorus Venezia).

## История
Церковь Сан-Видаль была основана в 1084 году во времена дожа Витале Фальера и посвящена раннехристианскому мученику Виталию Миланскому (San Vitale) — главному святому равеннской базилики Сан-Витале (Basilica di San Vitale). Пожар 1105 года разрушил церковь, после чего она восстанавливалась несколько раз.
Здание было отреставрировано в конце XII века. Дальнейшая реконструкция церкви осуществлялась в конце XVII века с целью превратить фасад в грандиозный памятник прославленному адмиралу Франческо Морозини, дожу Венеции с 1688 по 1694 год. Проект был поручен архитектору Антонио Гаспари, который представил несколько вариантов, вдохновлённых римской церковью Сант-Андреа-аль-Квиринале. Но проектирование затянулось, и в конце концов наследники Морозини отказались от проекта. После смены покровителей новую церковь построил Андреа Тирали.
В соответствии с указом Итальянского королевства в 1810 году Сан-Видаль стала «вспомогательной церковью». Закрытая для богослужений, она в течение многих лет была квартирой Католического союза итальянских художников (Unione Cattolica Artisti Italiani), а её сакристия использовалась как выставочное пространство для произведений современного искусства. Позже храм использовался для проведения концертов классической и барочной музыки.

## Архитектура и произведения искусства церкви
Ныне существующий фасад церковь обрела в 1725—1735 годах после реконструкции, проведённой архитектором Андреа Тирали. Финансировал работы Карло Контарини — наследник рода Морозини и сотый дож Венеции. Он отказался от предыдущего проекта, отдавая предпочтение новому барочному стилю в архитектуре. Тем не менее общая композиция фасада следует палладианской схеме: симметрия, сложный ритм треугольных фронтонов, любимые Палладио сдвоенные колонны пышного композитного ордера на высоком цоколе, статуи, венчающие «узловые точки» фасадной декорации. В нишах фасада установлены скульптурные бюсты дожа Карло Контарини и его жены Паолины Лоредан в память о наследстве, на средства которого велось строительство.
Несмотря на трёхчастную композицию фасада церковь имеет один неф, а боковые части здания являются жилыми помещениями, сдача которых в аренду в своё время принесла приходским священникам деньги на строительство. К начальному проекту 1084 года относится и церковная кампанила (колокольня) высотой 29 м. После пожара 1105 года и землетрясения она восстанавливалась в 1347 и 1680 годах. На карнизе боковой двери колокольни сохранился рельеф XII в. и барельеф XV в. с изображениями святого Георгия.
Интерьер со сводчатым потолком имеет однонефную конструкцию с тремя второстепенными алтарями с каждой стороны. Главный алтарь расположен в центре пресбитерия и окружён двумя статуями Антонио Гая, изображающими «Стойкость» и «Веру». В центре — алтарная картина «Слава Святого Виталия», или «Святой Виталий на коне и четверо святых, преклоняющиеся перед Мадонной с Младенцем» (1514), созданный Витторе Карпаччо в 1514 году.
В боковых алтарях представлены работы художников XVII—XVIII веков венецианской школы живописи. Первый алтарь слева украшен картиной «Непорочное зачатие» Себастьяно Риччи. Во втором алтаре слева находится алтарный образ распятого Христа и апостолов работы Джулии Ламы в окружении двух скульптур восемнадцатого века, Патриарха Симеона и Святого Иосифа, приписываемых Антонио Тарсиа. Правая стена: «Троица со святыми Петром и Франческо ди Паола» Джованни Антонио Пеллегрини. Верхний люнет украшен композицией «Вознесения Девы Марии» (Ассунта) Антонио Вассилакки. В третьем алтаре слева находится картина Анджело Тревизани. Алтарный образ 1730 года, создан Джованни Баттистой Пьяццеттой и изображающий святого Людовика IX Святого и святого Антония Падуанского.
Предание гласит, что в церкви Сан-Видаль был захоронен выдающийся итальянский композитор Бальдассаре Галуппи, однако памятной доски, свидетельствующей об этом, нет.
- Площадь Санто-Стефано, Палаццо Лоредан и церковь Сан-Видаль
- Кампанила
- Интерьер церкви
- Главный алтарь
- В. Карпаччо. Слава Святого Виталия. 1514
- Дж. Пьяццетта. Архангел Рафаил, Святой Антоний Падуанский и Людовик IX Святой. 1730
- Дж. А. Пеллегрини. Троица со святыми Петром и Франческо ди Паола. 1690—1710
- Дж. Лама. Распятие с апостолами. Между 1700 и 1740